# Huntsville Channel Cats
Die Huntsville Channel Cats waren eine US-amerikanische Eishockeymannschaft aus Huntsville, Alabama. Das Team spielte von 1996 bis 2001 in der Central Hockey League.

## Geschichte
Die Huntsville Channel Cats wurden 1995 als Franchise der Southern Hockey League gegründet, deren Meister sie in der einzigen Spielzeit ihres Bestehens, der Saison 1995/96 gewannen. Anschließend wechselte die Mannschaft in die Central Hockey League, in der sie 1999 zunächst die Eastern Division gewannen, sowie in den folgenden Playoffs um den Miron Cup gegen Macon Whoopee, die Columbus Cottonmouths und schließlich in den Finalspielen mit 4:2 Siegen gegen die Oklahoma City Blazers. 
In der Saison 2000/01 trat die Mannschaft als Huntsville Tornado in der CHL an. Aus finanziellen Gründen zogen die Besitzer das Team für zwei Jahre aus dem Spielbetrieb im professionellen Eishockey zurück, ehe sie in der Saison 2003/04 in der neugegründeten South East Hockey League antraten. Als diese bereits nach nur einem Jahr wieder aufgelöst wurde, lösten die Besitzer das Franchise endgültig auf.

## Saisonstatistik (CHL)
Abkürzungen: GP = Spiele, W = Siege, L = Niederlagen, T = Unentschieden, OTL = Niederlagen nach Overtime SOL = Niederlagen nach Shootout, Pts = Punkte, GF = Erzielte Tore, GA = Gegentore, PIM = Strafminuten
| Saison  | GP | W  | L  | T | OTL | SOL | Pts | GF  | GA  | Platz       | Playoffs                        |
| 1996/97 | 66 | 39 | 24 | 3 | —   | —   | 81  | 311 | 297 | 1., Eastern | Niederlage in der zweiten Runde |
| 1997/98 | 70 | 40 | 22 | 8 | —   | —   | 88  | 333 | 281 | 3., Eastern | Niederlage in der ersten Runde  |
| 1998/99 | 70 | 47 | 19 | — | 4   | —   | 98  | 310 | 251 | 1., Eastern | Miron Cup                       |
| 1999/00 | 70 | 37 | 27 | — | 6   | —   | 80  | 242 | 244 | 3., Eastern | Niederlage in der ersten Runde  |
| 2000/01 | 70 | 31 | 36 | — | 3   | —   | 65  | 217 | 275 | 5., Eastern | nicht qualifiziert              |

## Team-Rekorde (CHL)

### Karriererekorde
Spiele: 264  Chris George
Tore: 188  Chris George
Assists: 268  Jonathan Dubois
Punkte: 370  Jonathan Dubois
Strafminuten: 1070  Mike Degurse